# ミリスラフ・セミッツ
ミリサフ・セミッツ（Milisav Semiz,1912年 - 1970年）は、セルビア王国トップ・エース。

## 経歴
1912年、当時のセルビア王国に生まれる。第二次世界大戦が始まる頃には、ユーゴスラビアの空軍のパイロットになっていた。4月戦争で活躍。
撃墜数は4機だが、エース・パイロットとして区分されていることもある。
通常、エースパイロットは5機以上撃墜者が認定されるが、彼の場合は、ユーゴスラビア侵攻自体がわずか12日間で終わっているため、その間に4機撃墜との記録は特筆される（エーリッヒ・ハルトマンですら、最初の撃墜記録を上げるのにひと月は掛っている）。
四月戦争時の愛機はIK-3だったが、ユーゴスラビアが降伏した後、捕虜収容所に送られた。何度か脱走を試みるが失敗し、終戦までパイロットに戻ることはなかった。
彼は、戦後、民間航空会社を設立。1970年に交通事故で他界した。